# غاردنر إف. وليامز
غاردنر إف. وليامز (بالإنجليزية: Gardner F. Williams) هو مهندس معادن ‏ ومهندس جنوب أفريقي، ولد في 14 مارس 1842 في ساغيناو في الولايات المتحدة، وتوفي في 22 أغسطس 1922.